# 日々燦々
『日々燦々』（ひびさんさん）は、河口恭吾の2ndアルバム。2004年9月23日発売。

## 解説
- 大ヒットシングル「桜」を含み4枚のシングルを収録。移籍後初のアルバムでもある。

## 収録曲
1. 桜
2. 空と自転車
3. 冬の匂い
4. 水曜日の朝
5. どこにもいない
6. 休憩
7. くちぶえ (Album Ver.)
8. 無常
9. カペラに願いを
10. さかさまの雨
11. 愛の歌 (Ukulele Ver.)
12. A Place In The Sun

## 演奏
- 河口恭吾
  - Vocal
  - Acoustic Guitar (#3-10.12)
  - Synthesizer (#9)
- 武藤良明
  - Programming & Arrangement (#1.10.12)
  - Acoustic Guitar (#1.4.5.9.10.11.12)
  - Electric Guitar (#3.5.6.9.10)
  - Ukulele (#11)
- 中西康晴
  - Piano (#1.4.5.6.8.9)
  - Rhodes Piano (#3)
  - Hammond Organ (#4)
- 吉川慶：Strings Arrangement (#1)
- 押鐘ストリングス：Strings (#1)
- 深町純
  - Piano (#2)
  - Rhodes Piano (#10)
- 谷源昌：Bass (#3.5.6.8.9.10)
- 林立夫：Drums (#3.4.5.6.8)
- 角田俊介：Bass (#4.12)
- 藤田乙比古：French Horn (#4)
- 小田原豊：Drums (#6.9)
- coba：Accordion (#7)
- Audio Highs：Strings Arrangement (#8.12)
- 押鐘貴之：Violin (#8.12)
- 伊能修：Violin (#8)
- 菊池幹代：Viola (#8)
- 岩永知樹：Cello (#8.12)
- 今泉総之輔：Drums (#10)
- 永田一郎：Piano (#12)
- 河村“カースケ”智康：Drums (#12)
- 渡辺一雄：Violin (#12)
- 島岡智子：Viola (#12)